# دونكان كامبل (صحفي)
دونكان كامبل (بالإنجليزية: Duncan Campbell)‏ هو صحفي بريطاني، ولد في 1952 في غلاسكو في المملكة المتحدة.

## وصلات خارجية
- الموقع الرسمي
- دونكان كامبل على موقع IMDb (الإنجليزية)
- دونكان كامبل على موقع كينوبويسك (الروسية)